# クカクカ族
クカクカ族（クカクカぞく、Kukukuku）は、パプアニューギニアに住む焼畑農耕民である。クククク族と表記されることもある。

## 歴史
以前は半定住の生活をおくり、戦闘的で繰り返し丘陵を下って平野部の住民を襲っていたため、近隣の部族に「Kukukuku」として恐れられていた。
1930年に政府と初めて接触したが、実際、行政下に入ったのは1950年代に入ってからである。

## 居住地
クカクカ族の居住地は、首都ポートモレスビーから直線距離にして約300km離れた、海抜2000m近い高地にある。

## 言語
クカクカ族は3つの異なる方言を話す部族に分かれる。彼らの言語であるハムタイ語（別名: カパウ語 (Kapau)）は、高地で分類されているメラネシア語系とは異なっている。文献によっては方言の数は5つとされている場合もある。

## 生活

### 衣類
クカクカ族の女性たちは腰にミノや布を巻き、男性はふんどしや短いパンツをつけているが、上半身は裸である。ただし、背中までかかる木の皮のマントを頭からかぶっている。これはクカクカ族独自の衣装で、ユーカリなどの木の皮を石で叩いて柔らかくしたものである。昼は日よけに、夜は寒さしのぎに、また雨の日は雨具代わりとなり、とても重宝するものなので、大人から子供までそれぞれ自分のものを持っている。大変丈夫であり、ひとつあれば6、7年は持つといわれている。

### 食生活
クカクカ族の主食は焼畑でとれるタロイモ・サツマイモなどのイモ類が中心で、その他に弓矢や槍を持って草原や森に出かけ、動物を捕まえて食べたりもする。動物はキノボリカンガルーやカスカスなど有袋類の仲間が多い。さらにイモムシを木の葉に包んで竹筒に入れ、蒸し焼きにして食べたり、カエルやトカゲなども焼いて食べる。
集落の家と家との間には小さな畑があり、サツマイモや野菜が植えられている。本格的な畑は山に作られる。焼畑づくりは男性たちが乾期のうちにブッシュナイフを持って山に入って木を伐り、草を刈る。きった木や草が乾燥して燃えやすくなる乾期の終わりごろに火をつける。その後男性が掘り棒で穴を開け、女性が種芋を植えていく。
収穫したタロイモは皮をむき、炎でさっとあぶって柔らかくしたバナナの葉に包み、焼けた石を使って蒸し焼きにして食べる。このまま食べることもあるが、塩をつけて食べることもある。

### 塩作りについて
ニューギニアには、植物の灰を使った塩作りの方法が古くから伝わっている。
塩作りは1年に1度だけの仕事で、乾期の終わりごろに行われる。塩作りは山の中に小屋がけをして、まる一昼夜かけて行うが、その前に準備として塩の草（和名：ツリフネソウ）を刈り集めたり、薪を乾燥させたりしなければならない。塩作りにはきれいな水が必要なので、谷間の近くで川のあるところ、風の当たらない場所を選んで作業小屋を建てる。
作業は以下の手順で行われる。
まず小屋の中央に薪を積み、その上に塩の草を積んで火をつけ、灰を作る。ここまでは女性も手伝うが、この先の作業は男性だけで、女性は灰に触ってはいけないことになっている。
灰を集め、木の皮の容器に何回かに分けて入れる。容器の底は穴が開いていて、栗のイガのようなもので栓がしてある。
灰の入った容器に川から汲んできた水を入れて漉す。3回繰り返すと灰を捨て、再び新しい灰を用いる。
全部の灰を漉し終えたら、土を固めたかまどをつくり、青竹の容器の中に先ほど作った塩水をいれ、おき火で水分を蒸発させて塩の結晶を取り出す。
出来上がった塩はブタやカスカスという動物の肉につけて食べるほか、病気のときにショウガと一緒に食べたりもする。